# Łączany (Klein-Polen)
Łączany is een dorp in de Poolse woiwodschap Klein-Polen. De plaats maakt deel uit van de gemeente Brzeźnica (powiat wadowicki) en telt 2000 inwoners.